# هربرت ویلی
هربرت ویلی (انگلیسی: Herbert Willi؛ زادهٔ ۷ ژانویهٔ ۱۹۵۶) آهنگساز اهل اتریش و از دانش‌آموختگان دانشگاه اینسبروک است.